# 胡金店镇
胡金店镇，是中华人民共和国湖北省孝感市云梦县下辖的一个乡镇级行政单位。

## 行政区划
胡金店镇下辖以下地区：
三赵社区、盛砦村、潘榨村、联合村、易棚村、万民村、王店村、李庵村、康杨村、两合村、潘陈村、大滕村、宋店村、龚砦村、新生村和竹排村。